# 室山まゆみ
室山 まゆみ（むろやま まゆみ）は、室山 眞弓（むろやま まゆみ、1955年 <昭和30年> 8月30日 - ）と、室山 眞里子（むろやま まりこ、1957年 <昭和32年> 9月27日 - ）の姉妹による、日本の漫画家コンビである。代表作に『あさりちゃん』など。
姉妹共に熊本県出身、熊本女子商業高等学校（現・熊本国府高等学校）卒業、
血液型はA型。

## 略歴・特徴
実家のあった熊本県玉名郡玉東町で中学生の頃から姉妹で漫画を描き、雑誌の漫画賞等に投稿をしていた。何度か受賞した後、妹の眞里子の高校卒業と共に上京。姉の眞弓はOL稼業をこなしつつ漫画家デビューを目指す。
上京して1年後の1976年（昭和51年）に姉妹共同名義の「室山まゆみ」として『別冊少女コミック』（小学館）「がんばれ姉子」でデビューした。
その後に幾度か読み切り作品を発表した後、「キントトちゃん」で小学館の学年誌でのデビューを果たし、1977年（昭和52年）に初の連載作品「ハッピー・タンポポ」が開始される。さらに、『小学二年生』にて1978年（昭和53年）から2014年（平成26年）2月まで、代表作である『あさりちゃん』が35年にわたって連載され、人気を博する。以後、小学館の学年誌（『小学一年生』 - 『小学六年生』各誌）、『コロコロコミック』、『ぴょんぴょん』、『ちゃお』などで児童向けギャグ漫画を描き続ける。
同じコンビ漫画家としてはゆでたまごが原作担当と作画担当に分かれているのに対し、室山まゆみは2人とも話と絵の制作に関わる。ちなみに下絵担当は妹の眞里子、姉の眞弓はペン入れを担当している。
もともとは少女漫画家あるいはホラー漫画家志望であり、ギャグ漫画は得意ではなくデビュー前は数話しか描いたことがなかったのだが、編集部からの要望によりギャグ漫画で初連載することになる。これがヒットし、その後も代表作となる『あさりちゃん』などで、30年以上にわたり児童向けギャグ漫画を描き続けることになる。短命が多いといわれるギャグ漫画家の中でこれは希有なことであり、年数だけで言えば1976年（昭和51年）から2016年（平成28年）まで40年間に渡り一度も休載せず週刊少年ジャンプに掲載された『こちら葛飾区亀有公園前派出所』の作者である秋本治に匹敵するほどの長期連載を誇っている。代表作『あさりちゃん』も全100巻と、てんとう虫コミックスでは最長の発巻数を誇る。
作風として過激なギャグにも少女漫画風の美形が多数登場したり、本格ホラー的なストーリーが多数あったりと、かつての少女漫画家あるいはホラー漫画家志望を強く思わせるものが多い。
サービス精神が豊富で、コミックスの巻末や話の区切りに、近況報告やお手軽料理の紹介、読者の質問に答える書き下ろし漫画等を掲載している。またコミックスの書き下ろしが多い。この『作者のぺえじ』では2人共年齢を人に知られるのが嫌いと言っているが、自分からネタを振っていることも多い。
過去に読者から「内容が難しく理解できない」「あさりちゃんの面白さが分かるようでないと高校生とはいえない」などとコメントが寄せられ、内容が子供向けになっていないこと、子供にも分かりやすいストーリー展開になっていないことが悩みの種になっている。
また漫画だけでなく、ボーイズラブ的な要素を含む小説も幾つか発表している。
1985年（昭和60年）、第31回（昭和60年度）小学館漫画賞受賞（『あさりちゃん』）。
自身が主催する自身のファンクラブ「ざしきぶた倶楽部」（通称「ざぶ通」）が存在する。
2014年（平成26年）、「二人組による1コミックシリーズ最多発行巻数（女性作家）」としてギネス世界記録に認定された。

## 人物
- デビュー前に姉妹の名前を合わせた「ゆみまりこ」というペンネームを考えていたが、当時の担当編集者がペンネームが嫌いだったため、勝手にほぼ姉の本名である「室山まゆみ」名義で作品が発表された。そのため、初期の読者の中には作者が2人だということを知らない人もいた。姉妹は「ペンネームの変更はできない」と思いこんでいたため不本意ながらこの名義を使い続けたが、やがてどうでも良くなってしまい、変更しないまま現在に至っている[3]。
- アシスタントは基本的に取らない方針で、常に2人で作業をしているが、本当に忙しい時には一時的に読者からアシスタントを募ったことはある。
- かなりの酒豪であり、姉妹で1か月のビール消費量が120本を超えたことがある。単行本で紹介する一品料理のレシピも酒の肴としてのものがかなりの割合を占める。
- ダイエット経験の本が出せるくらい（後述）多く、話題になったダイエット方法にはほとんど挑戦している。漫画の中でも小学生向けにかかわらず、ダイエットに絡んだエピソードが数多く登場する。
- 好物はエビフライとスパゲッティで『あさりちゃん』の作中でもエビフライが絡むネタが存在する。また古くからの激辛マニアであり、父親が「人間の食い物じゃない」と評するほどに辛いレベルの料理を日常的に食している。
- 姉の眞弓は幼い頃にタバコでまぶたをやけどしており、そのためか、2人とも嫌煙家であり仕事場は全て禁煙としている。過去には出版社の関係者などには喫煙を許可していたが、その人物が帰宅した直後に慌てて換気や消臭をするため、たまたま忘れ物で戻った担当者にその現場を目撃されたことから完全禁煙になった。
- 学生時代からあだ名や呼び捨てで呼ばれるのを嫌っており、同級生に「ちゃんと名前で呼んで」「さん付けで呼んで」と言っていたが（これは家庭でも両親からさん付けで呼ばれて育ったことに起因すると思われる）、現在は漫画の中で「まゆみかん」「おまりんご」と自分でニックネームをつけている。
- ギャグ漫画家へ転向した動機は、デビュー当時、少女漫画とギャグ漫画を掛け持ちで活動しようとしたが、当時の編集者に「二足の草鞋だと、どっちも下手のまま伸びない」と説得されギャグ一本に専念することを決心した、と言うのと、雑誌社から来た初連載の話がギャグ漫画だったから、という2つの説がある。また、「ギャグマンガは連載であるケースが多いため、とりあえず安定した収入が見込める。だから今は一応ギャグマンガをメインにし、将来的には他にもいろいろなマンガを描いていこう、と二人で話し合った」というインタビュー記事も存在する。
- 学生時代、同人誌でやおい物を描いていたらしく、自身のファンクラブでその時の原稿を販売したことがある。
- 日本テレビ系列『月曜から夜ふかし』に出演した際、中学生の頃は漫才師を夢見ていたと明かした。

## 作品
※一部書籍に代表作「NEXT ONE」と書いてあるが、「NEXT ONE」という作品があるわけではない。単行本発売前に「自分の漫画で好きな作品は」という質問の答えにチャールズ・チャップリンの真似で「NEXT ONE」と言った為(読者の「NEXT ONE」を読みたいんですが、と言う投書に向けての回答)。
大半の作品が紙書籍では絶版となっている。
- ハッピー・タンポポ

室山まゆみ初の連載作品で、1976年（昭和51年）より約4年間、小学館の『小学五年生』『小学六年生』に掲載された。元気な小学5年生の女の子野々タンポポと親友の藪小路いばらが起こす騒動を描いたギャグ作品。藪小路いばらは後にあさりちゃんのレギュラーキャラとなる。長らくコミックスにはなっていなかったが、『あさりちゃん』94巻に一部エピソードが収録されており、これが初単行本化となる。
- あさりちゃん

やんちゃでお転婆な女の子浜野あさりの騒がしい日常を描いたギャグ漫画。秀才の姉タタミや怖いママさんごとのハチャメチャな展開が見所。主役のタタミ・あさり姉妹の誕生日と血液型は作者自身と全く同じ日付となっている。1978年（昭和53年）から2014年（平成26年）まで35年にわたって学年誌に連載された。また、本作のテレビアニメ版は東映アニメーション制作で1982年（昭和57年）にテレビ朝日系にて放送され、1983年（昭和58年）には同社制作で『あさりちゃん 愛のメルヘン少女』としてアニメ映画化もされた。さらにテレビアニメ版のDVDがコロムビアミュージックエンタテインメントから発売された（2005年11月30日から順次発売）。本人達は単行本第1巻では「浜野一家のモデルは作者の家族」と述べているが、実際は全然違っているらしく、後に「このコメントを書き直した方がいい」という趣旨の発言をしている。
- どろろんぱっ!

『ぴょんぴょん』で約5年間掲載され、てんとう虫コミックスの単行本が全5巻発刊された。また、1991年（平成3年）にシンエイ動画の制作でアニメ化もされ、テレビ朝日系で放送された。
- すうぱあかぐや姫

1987年（昭和62年）より約4年間、『小学三年生』に掲載され、てんとう虫コミックスの単行本が全3巻発刊された。
- あさりVSどろろんぱっ

『てんとう虫コミックススペシャル 室山まゆみ傑作集 (1)』として単行本が発刊された。『あさりちゃん』と『どろろんぱっ！』のクロスオーバー作品となる。
- Mr.ペンペン

1983年（昭和58年）より約3年間、『小学二年生』に掲載され、『てんとう虫コミックススペシャル 室山まゆみ傑作集 （2）』として単行本が発刊された。また、1986年（昭和61年）にシンエイ動画の制作でアニメ化もされ、テレビ朝日系で放送された。アニメ版では『あさりちゃん』の浜野あさりがアサリ売りに扮してゲスト出演を果たしている。
- ペンギンぱあてぃー

フラワーコミックス（小学館）より単行本が全2巻発刊された。前述の『Mr.ペンペン』のリメイク的な作品。
- ひよ子だあ〜!

1982年（昭和57年）より約3年間、講談社の『なかよし』に掲載され、『てんとう虫コミックススペシャル 室山まゆみ傑作集 (3)』として単行本が発刊された。本作は前述の「ハッピー・タンポポ」のリメイク版とも言うべき作品で、設定や登場人物の性格が酷似している。
- おまけの柴子

2014年より増刊フラワーズより連載されていた。作者初の動物漫画作品となる。単行本は全1巻。

#### 単行本未収録作品
- くるりんモモンガール - 1995年（平成7年）より2年間、小学館の学年誌に掲載
- がんばれ姉子 - 別冊少女コミック。室山まゆみデビュー作
- 深海魚 - デビューの頃の作品。ショートショートギャグ
- はっぴいラブゴール - 初期の少女漫画
- キントトちゃん - 学年誌デビュー作
- 1・2とんぼ - 『小学五年生』掲載
- トマトちゃん - 『小学五年生』掲載
- いただきまあ〜す - 学年誌付録。※トマトちゃん番外編
- となりのひよ子 - 学年誌付録。4話程。後の ひよ子だあ〜!と設定はほぼ同じ
- 名探偵タンポポ - 学年誌付録。※ハッピー・タンポポ番外編
- よろしくタムタム - 幼児向け。フルカラー連載
- 赤紫タイフーン - 60ページ読切
- おじゃ魔っ子メフィスト - 15ページ読切
- 鬼門学園 - ちゃお掲載。全4話
- コンコンポン - 学年誌付録。2話程
- ドラゴンSOS - 学年誌付録
- スネ湖のうつくっしー - 学年誌付録
- つくしの絵日記 - 学年誌付録
- スルメちゃん - 学年誌付録
- 赤紫絵巻 - 学年誌付録
- 走れ!たら子 - 学年誌付録
- わたしはトンボ - 学年誌付録
- 不滅のバレー部 - 学年誌付録
- らっきいドラコちゃん - 学年誌付録
- ドラゴンバスター ルコちゃん - 学年誌付録
- おじゃ魔キュララ - 学年誌付録。6話程。ドラキュラギャルもの。主人公は大阪弁

### 小説
- おこげっ娘ラブ(1993年3月、パレット文庫）
- おこげっ娘パニック(1993年9月、パレット文庫）
- 双子の方程式（1994年4月、パレット文庫）

### エッセイ
- ダイエットただいま全敗中!!（1999年3月、小学館文庫） -  室山姉妹が過去に挑戦したダイエットの失敗談を紹介したエッセイ

## メディア出演

### テレビ
- 月曜から夜ふかし（2014年12月1日、2021年6月21日、2023年7月24日、2023年9月25日、2024年10月28日、日本テレビ）
- 阿佐ヶ谷アパートメント（2022年9月19日、2023年4月17日・24日、2024年1月6日NHK総合）
- 沼にハマってきいてみた（2024年2月24日、NHK Eテレ）